# Anastasie Bașotă
Anastasie Bașotă (n. 22 ianuarie 1798 – d. 27 decembrie 1869, Iași) a fost un boier moldovean, logofăt al Moldovei, filantrop, creatorul Institutului „Anastasie Bașotă” din Pomârla.

## Biografie
Descinzând dintr-o veche familie, ridicată la rangul de boier în timpul domniei lui Alexandru Lăpușneanu, Anastasie Bașotă s-a născut în 1798, tatăl său fiind Ioniță Bașotă (1762 - 26 noiembrie 1846), mare spătar al Moldovei, proprietar, printre altele, al moșiei Pomârla, iar mama Elena Boldur-Costache-Lățescu (1773 - 10 februarie 1847), descendentă a unei alte vechi familii boierești.
Anastasie Bașotă s-a căsătorit în 1829 cu Ruxandra Balș (1805 - 4 septembrie 1867), de care s-a despărțit ulterior, și cu care a avut două fiice: Sofia, decedată în 1849, și Elena, căsătorită cu cneazul George Cantacuzino, guvernator al Basarabiei.
A ocupat de tânăr diferite funcții: a fost numit spătar în 1819, în timpul domniei lui Mihai Șuțu, hatman în 1821, în timpul domniei lui Ștefan Vogoride, și logofăt, primind și titlul de cavaler, sub Grigore Alexandru Ghica, perioada în care a îndeplinit și funcția de ministru de război.
Interesat de dezvoltarea economică a Moldovei, Anastasie Bașotă  a modernizat agricultura practicată pe moșiile pe care le stăpânea, dezvoltând activitatea financiară prin inițierea, împreună cu câțiva apropiați, „unei societăți cambiale”, una din primele bănci din Moldova, și fiind interesat de dezvoltarea transportului feroviar, în 1852 propunând Adunării Obștești crearea unei linii între Târgu Ocna și Galați (proiect nerealizat datorită arhaismului concepției, boierul Bașotă propunând realizarea unei linii din lemn cu tracțiune animală).
Anastasie Bașotă a murit la Iași, în una din casele sale, la 27 decembrie 1869, și a fost înmormântat la Pomârla la 1 ianuarie 1870.

## Institutul Academic „Anastasie Bașotă” din Pomârla

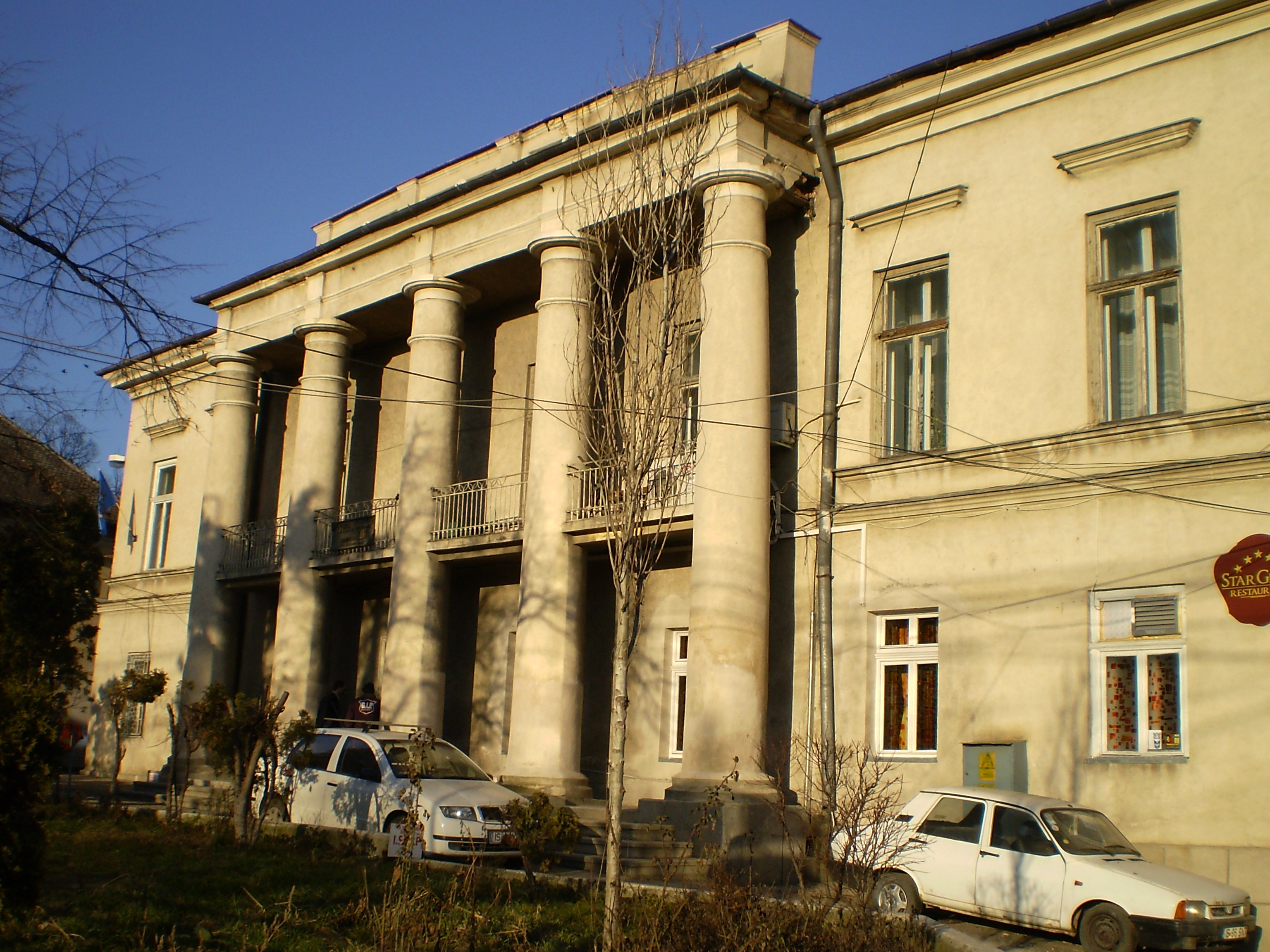
Casa Anastasie Bașotă din Iași, Strada Sărărie nr. 14

În 1838, a fost creată la Pomârla, în satul Vatra, prima școală sătească particulară din Moldova, școală care a funcționat într-o casă aparținând lui Anastasie Bașotă, cu fondurile donate de acesta. Cu câteva luni înainte de moarte, acesta donează jumătatea din averea sa pentru crearea unui liceu care să-i poarte numele și care să permită educația copiilor din mediul rural astfel încât absolvenții să poată fi primiți în orice universitate din Europa.
Institutul Liceal „Anastasie Bașotă” a fost inaugurat abia la 18 februarie 1879 și a fost administrat până în 1906 de Epitropia Institutului „Anastasie Bașotă” a cărei primi epitropi administratori au fost junimiștii Vasile Pogor și Ioan Ianov. Cei doi l-au convins pe scriitorul Samson Bodnărescu, un alt junimist, să accepte funcția de director al școlii, funcție pe care acesta a păstrat-o până la moartea sa, în anul 1902. După 1906 administrarea școlii a trecut în sarcina Casei Școalelor.
Începând cu anul 1936, pe lângă profilul teoretic al liceului, s-a creat și un profil agricol, iar din 1948 până în 1966 liceul a fost transformat în Școala medie tehnică agricolă Pomârla. Ulterior, aici au funcționat succesiv o școală profesională agricolă, o școală agricolă de maiștri și o casă de copii școlari. Începând cu anul 1998 liceul a fost reînființat sub numele de Liceul teoretic „Anastasie Bașotă”.

## In memoriam
Casa ridicată de Anastasie Bașotă în Iași, în 1838, a fost inclusă pe Lista monumentelor istorice din județul Iași din anul 2004, având codul de clasificare IS-II-m-B-04023.
Un bust al filantropului Anastasie Bașotă este amplasat în fața Liceului „Anastasie Bașotă” din Pomârla.
O stradă din Botoșani a fost denumită Strada Anastasie Bașotă. În Iași, două străzi situate în vecinătatea casei în care a locuit Anastasie Bașotă au fost numite Strada Bașotă și Aleea Bașotă.